# 趙洪祝
趙 洪祝 (ちょう こうしゅく、1947年7月- ）は中国の政治家。中国共産党中央規律検査委員会副書記、中国共産党中央書記処書記。
2017年10月の第19回党大会において党中央委員から外れ、引退が決まった。